# Aculops hilli
Aculops hilli är en spindeldjursart som beskrevs av David C.M. Manson 1989. Aculops hilli ingår i släktet Aculops och familjen Eriophyidae. Inga underarter finns listade i Catalogue of Life.